# Gary Kildall
Gary Kildall (19 de mayo de 1942-11 de julio de 1994) fue un informático estadounidense, creador del lenguaje de programación PL/M, del sistema operativo CP/M (posteriormente DR-DOS), de la interfaz gráfica de usuario GEM Desktop, y fundador de Digital Research.

## Biografía
Dorothy McEwen lo aceptó como esposo en 1963 mientras ambos estaban cursando estudios de secundaria. Al nacer el primer hijo de ambos, Scott, se mudaron a Monterey Peninsula en 1969. En 1971 tuvieron su primera hija, Kristin. Kildall se graduó como profesor de matemáticas en la Universidad de Washington en Seattle a principios de los años de 1970.
Mientras trabajaba como profesor en la Escuela Naval de Posgrado (NPS) en Monterrey, California, creó implementaciones del lenguaje de programación PL/I para los microprocesadores 4004 y 8008 al mismo tiempo que trabajaba como consultor para Intel. Después de obtener el doctorado en Ciencias de la Computación, se dedicó en 1973 a escribir un sistema operativo para las intel Intellec 8. Se refería a esas versiones como PL/M, M por microcomputadora y de allí surgió CP/M.
Después de ofrecer su obra CP/M a Intel esta empresa no mostró ningún interés en ello, así que junto a su esposa Dorothy fundó la compañía Intergalactic Digital Research en 1974, y su sede estaba ubicada en la 801 Lighthouse Avenue, Pacific Grove, California. Luego de renunciar a su trabajo en 1976 en NPS fue renombrada como Digital Research Incorporated. Continuó trabajando en CP/M y al principio lo vendía en avisos clasificados en las últimas páginas de revistas de computación. 
Con el lanzamiento de la Altair 8800 en enero de 1975 finalmente había un sistema comercial capaz de correr CP/M, y antes de fin de ese año surgieron varios ordenadores clónicos con sistemas de discos que lo requerían. Para 1977, era el más popular de los sistemas operativos de microcomputadora en existencia, corriendo en casi todas las computadoras basadas en un procesador Intel 8080 o Zilog Z80. Para esa época los ingresos de Digital Research alcanzaron los 25 millones US$, equivalentes a más de 100 millones en el año 2018 debido a la devaluación de esa moneda con respecto a la inflación.
En 1980, IBM se acercó a Digital Research buscando una versión del CP/M para su próxima computadora personal. Kildall dejó esperando a los hombres de IBM varias horas para volar en su avioneta junto a su esposa, quien estaba de cumpleaños y era la que manejaba las relaciones comerciales de la empresa. Otra historia dice que IBM quería que Dorothy firmara su acuerdo de no divulgación estándar, que ella consideraba muy limitante. Esencialmente Digital Research exigía un pago por cada copia vendida mientras que IBM quería un gran pago por los derechos de uso, sin limitaciones. IBM volvió para hablar con Microsoft y Bill Gates vio la oportunidad comercial de su vida. Obtuvo los derechos para un clon de CP/M llamado QDOS (por Quick and Dirty Operating System) escrito por Tim Paterson de Seattle Computer, se lo licenció a IBM, y así nació el MS-DOS/PC-DOS.
Más tarde, IBM descubrió que el sistema operativo de Gates podría haber infringido el copyright de CP/M, se contactó con Kildall, y acordaron que éste no les llevaría a juicio a cambio de que junto con el PC-DOS se vendiera el CP/M. El precio fijado era de 250 dólares para el CP/M y 40 dólares para el PC-DOS. 
La decisión de usar el sistema operativo de Microsoft fue el principio del fin de Digital Research como el mayor productor mundial de software para microcomputadoras.

### DR-DOS
Digital Research perdió la larga batalla por promover su CPM-86 así que lo modificaron para correr las mismas aplicaciones que MS-DOS y PC-DOS, relanzándolo en mayo de 1988 como DR-DOS. La primera versión pública fue el DR-DOS 3.41 que ofrecía mejores características que el entonces MS-DOS 3.3.
Ésta fue otra batalla perdida: aunque el producto con cada versión presentó innovaciones que siempre le compararon favorablemente contra el MS-DOS, Digital Research no pudo sostener la desleal competencia de Microsoft y Gary terminó vendiendo su compañía a Novell, sin embargo el producto aún existe en diferentes encarnaciones.

### GEM Desktop
Otro importante producto de Gary fue la primera interfaz gráfica de usuarios para el procesador 8086, GEM Desktop, lanzado en febrero de 1985. A pesar de sus prestaciones el producto no tuvo mucho éxito como sistema independiente y su última versión pública salió en noviembre de 1988. Sin embargo siguió vendiéndose a empresas como interfaz gráfica para sus productos, destacándose el Atari ST y el Ventura Publisher. También se utilizó en Digital Research para productos derivados como ViewMax. Su línea de desarrollo sobrevivió hasta la adquisición de Digital Research por Novell.

### Otros proyectos
Luego del CP/M, preocupado por la proliferación de BASIC en las microcomputadoras, Kildall creó PL/I-80, un subconjunto del lenguaje de programación PL/I que corría en computadoras con CP/M. También desarrolló varios proyectos experimentales, incluyendo una implementación del lenguaje de programación educativo LOGO, interfaces entre computadoras y lectoras de CD-ROM, y reproductores de videodiscos. Además, creó una versión para CD-ROM de la Grolier's Encyclopedia en 1985 la Academic American Encyclopedia , siendo el primero en lograrlo (su prototipo fue grabado en videodisco ya que el CD-ROM no había salido al mercado).

### Retiro y fallecimiento
Abandonó Digital Research en 1991 cuando la compañía fue vendida a Novell, y se mudó al área suburbana de Austin, Texas, manteniendo un segundo hogar en California y ayudaba a los niños víctimas de VIH. Amigos y conocidos reconocen lo desengañado que estaba por cómo el MS-DOS, con un diseño basado casi por completo en sus ideas para CP/M, hicieron famosos a Bill Gates y Microsoft, mientras él languidecía en la oscuridad. Nunca más apareció en espectáculos televisivos como "The Computer Chronicles" donde participaba como coanfitrión.
Divorciado en 1983, convertido en alcohólico, el 8 de julio de 1994 en Monterey, California, sufrió severas heridas en la cabeza en una pelea en el "Franklin Street Bar and Grill", sitio frecuentado por motociclistas, y falleció de una hemorragia interna tres días después.

### Reconocimientos
En palabras de su hijo Scott Kildall, en una entrevista publicada el 25 de abril en la revista en línea GeekWire:

«Fue un inventor de verdad. Estaba mucho más interesado en crear nuevas ideas y brindarlas al mundo que ser el que las entregara al mercado y aprovecharse de un montón de beneficios. (...) Siempre estaba compartiendo sus ideas, y se sentaba con la gente y mostraba las cartas de los flujos de trabajo sobre las cuales pensaba.»

En marzo de 1995, la Software Publishers Association de Estados Unidos lo honró en forma póstuma por sus contribuciones a la industria de la computación:
- Introducción de sistemas operativos multitarea con interfaces de usuario con ventanas y menús.
- Creación del primer esquema de buffering de pistas de un disquete, algoritmos de lectura avanzada, caché de estructuras de directorio, y emuladores de discos virtuales RAM.
- Introducción del recompilador binario en la década de 1980.
- El primer lenguaje de programación y el primer compilador específicos para una microcomputadora.
- El primer sistema operativo de disco para un microprocesador, que llegó a vender un cuarto de un millón de copias.
- La primera interfaz de computadora para videodiscos que permitía la reproducción no lineal automática, presagiando el contenido multimedia actual.
- El sistema de archivos y estructura de datos del primer CD-ROM de consumo.
- La primera arquitectura exitosa de sistema abierto, al segregar interfaces de hardware específicas del sistema a un conjunto de rutinas de BIOS, haciendo posible la industria del software desarrollado por terceros.

El 25 de abril de 2014 el "Instituto de Ingenieros Eléctricos y Electrónicos", por medio del Programa de Hitos (en la computación y la ingeniería eléctrica), develó una placa ubicada en la antigua sede de Digital Research. Dicho honor está reservado a grandes acontecimientos o logros y llevan inscritas el reconocimiento a la correspondiente labor o evento. La otorgada a Gary Kildall reza textualmente lo siguiente, traducido al castellano:

«El Dr. Gary A. Kildall demostró el primer prototipo funcional de CP/M (Programa de Control para Microprocesadores) en Pacific Grove en 1974. Junto con su invención de la BIOS (Sistema Básico de Entrada y Salida), el sistema operativo de Kildall permitió que un ordenador basado en un microprocesador se pudiera comunicar con una unidad de almacenamiento en disco y proveyó un cimiento importante para la revolución de los computadores personales».